# Dingana bowkeri
Dingana bowkeri (tên tiếng Anh: Bowker’s Widow) là một loài bướm ngày thuộc họ Nymphalidae. Nó được tìm thấy ở Nam Phi, ở Đông Cape, Lesotho và Richmond và Cradock in the Cape province.
Sải cánh dài 50–55 mm đối với con đực và 48–54 mm đối với con cái. Con trưởng thành bay từ tháng 11 đến tháng 2 (nhiều nhất vào từ tháng 12 đến tháng 1). Có một lứa một năm
Ấu trùng có thể ăn các loài Poaceae khác nhau, probably bao gồm các loài Merxmuellera. Ấu trùng ăn Pennisetum clandestinum.

## Phụ loài
- Dingana bowkeri bowkeri (đông bắc Cape, Natal, Lesotho, Transvaal, Orange Free State)
- Dingana bowkeri bella van Son, 1955 (miền trung Cape (Richmond))